# Филип Рот
Филип Рот (енгл. Philip Roth; Њуарк, 19. март 1933 — Менхетн, 22. мај 2018) био је амерички писац. Рођен je 19. марта 1933. године, умро 22. маја 2018. године. Ротова фикција, која се редовно одиграва у његовом родном месту Њуарк, Њу Џерси, позната је по интензивно аутобиографском карактеру, филозофски и формално замагљујући разлику између реалности и фикције, због свог "сензуалног, генијалног стила" и због својих провокативних истраживања америчког идентитета.

## Награде
Рот је привукао пажњу јавности новелом из 1959. Збогом, Колумбус, за коју је добио америчку Националну књижевну награду за фикцију (National Book Award for Fiction). Постао је један од најистакнутијих америчких писаца своје генерације. Два пута је примио Националну књижевну награду (National Book Award) и Националну награду круга књижевних критичара (National Book Critics Circle) и три пута награду ПЕН / Фокнер (PEN/Faulkner Award). Добио је Пулицерову награду (Pulitzer Prize) за роман Америчка пасторала из 1997. године. Роман Људска мрља из 2000. године добио је књижевну награду ВХ Смит (WH Smith Literary Award) за најбољу књигу године у Великој Британији. Године 2001. добио је награду Франц Кафка (Franz Kafka Prize). Рот је 2. марта 2011. године добио Националну хуманистичку медаљу (National Humanities Medal) од америчког председника Барака Обаме у Источној соби Беле куће. У мају 2011. године, Рот је добио Међународну Букер награду за животно достигнуће у фикцији (Man Booker International Prize).

## Дела преведена на српски језик
- Збогом Коламбус (Goodbye, Columbus)
- Портнијев синдром (Portnoy's Complaint)
- Професор жеље (жудње) (The Professor of Desire)
- Обмана (Deception: A Novel)
- Америчка пасторала (American Pastoral)
- Удала сам се за комунисту (I Married a Communist)
- Људска мрља (љага) (The Human Stain)
- Животиња на издисају (The Dying Animal)
- Завера против Америке (The Plot Against America)
- Сваки човек (Everyman)
- Огорченост (Indignation)
- Унижење (The Humbling)
- Немеза (Nemesis)